# Opsilia aspericollis
Opsilia aspericollis är en skalbaggsart som först beskrevs av Holzschuh 1981.  Opsilia aspericollis ingår i släktet Opsilia och familjen långhorningar.
Artens utbredningsområde är Kazakstan. Inga underarter finns listade i Catalogue of Life.